# Комарно (Украина)
Кома́рно (укр. Кома́рно) — город во Львовском районе Львовской области Украины. Административный центр Комарновской городской общины. Находится в юго-западной части Львовской области в Городокско-Комарновской равнине на берегу речки Верещица (приток Днестра). Расстояние до Львова — 45 км, до железнодорожной станции — 4 км. В Комарно находится деревянная церковь Св. Архангела Михаила, возведенная в 1754 г. В 1471 году город получил Магдебургское право.

## История
Древнейшие следы человека на территории, где ныне лежит Комарно, относятся к эпохе позднего неолита (4000-2500 гг. до н. э.), о чём свидетельствуют многочисленные находки каменных орудий, а также керамики, найденные в окрестностях Комарна. По мнению Я. Пастернака (открывателя Успенского собора в Галиче и захоронения Ярослава Осмомысла), тогдашнее местное население принадлежало к надбужанской культуре, занималось земледелием и охотой, владело кремневым оружием и жило в домах-землянках. Кроме того, были найдены курганные захоронения эпохи ранней бронзы.
Следующие находки на территории Комарна происходят из русской эпохи. Так перед Первой мировой войной рыбаки вытащили из Верещицы железный боевой топор. Конечно же, эта единственная находка не может быть свидетельством существования здесь поселения в русские и галицко-волынские времена, но намекает на это. Здесь, предположительно, существовала переправа через Верещицу на пути между летописными Перемышлем и Щирцем.
В 1936 году здесь был раскопан курган с находками, которые относятся ко II тысячелетию до н. е. Следующие находки археологов относятся уже к славянским временам XII века.
Первое упоминание о Комарно датируется 1427 годом. Тогда Владислав Ягайло передал князю Дмитрию Семеновичу Друцкому часть королевского домена в Городокском повете Львовской земли Русского воеводства с поселениями Клецко, Комарно, Конколовичи (ныне не существует), Литовка, Угерцы (также не существует) и Хлопы. Названные поселения сформировали в будущем Комарновский Поместный комплекс (Комарновский ключ).
В ревизии привилегий на владение земельными угодьями Русского и Подольского воеводств, проведенной в 1469 г. коронным подканцлером Войцехом из Жихлина, присутствует информация о следующих владельцах сел Комарновского ключа. По состоянию на это время села Хлопы, Гримно и "монастырь Колодрубы"принадлежали Станиславу из Ходча, который занимало правительство русского воеводы. Задолго до номинирования, Станислав был помещиком села Мужики (упоминания об этом в документах датируются, начиная с 1455 г.). Среди владений Станислава в ревизии 1469 г. Само Комарно не фигурирует, однако и оно находилось в его собственности — актовые документы за 1454 г. фиксируют Станислава из Комарна, которого вполне можно идентифицировать с русским воеводой. Собственно при его дедичестве, 18 октября 1471 г. Комарно получило от короля Казимира Ягеллончика магдебургская привилегия.
Получив магдебургское право, Комарно оставалось сравнительно небольшим городком — в 1578 году проживало 435 человек, значительную часть которых составляли ремесленники. В XVII веке промыслы начали бурно развиваться: появились мельницы, пивоварни, пасеки, хмелеводные, в больших прудах выращивали рыбу. Ежегодно в городе проводились крупные ярмарки, что свидетельствует о его расположении на важных торговых путях, которые соединяли Украину со странами Западной Европы.
1524 году турецкое войско, не сумев покорить Львов, пошло чёрным путем на Комарно, защитники города сумели отразить нападение чужаков. Меньше повезло поселению в 1621 году-предместье сожгли татары. Город, укрепленный валами, чувствовал ненадежность земляных укреплений во времена развития артиллерии — вскоре на валах появились разнокалиберные пушки.
В 1592 году создано местное православное братство при нём школа, больница. По его образцу подобное братство создается в пригороде Комарна, при церкви св. Троицы.
В 1648 году Хмельницкий стал под стенами Львов, разослав при этом свои полки на соискание меньших городов. Река Верещица со своими болотами и прудами крепко обороняла некоторые из них. Так, не удалось казацкому полковнику Головацкому через эти болота и комары взять Городок Комарно.

### Польская Республика
С 23 декабря 1920 года до 28 сентября 1939 года в Львовском воеводстве Польской Республики. Центр гмины Комарно Рудецкого повята.
1 сентября 1939 года германские войска напали на Польскую Республику, началась Германо-польская война 1939 года.
С 17 сентября 1939 года войска Украинского фронта Вооружённых Сил СССР вступили в восточные районы Польши — Западную Украину. Поход закончился подписанием 28 сентября 1939 года Договора о дружбе и границе между СССР и Германией.
27 октября 1939 года установлена Советская власть.

### Украинская ССР
C 14 ноября 1939 года в составе Украинской Советской Социалистической Республики Союза Советских Социалистических Республик.
4 декабря 1939 года в Рудковском уезде Дрогобычской области (Указ Президиума Верховного совета СССР от 4 декабря 1939 года).
17 января 1940 года стал центром Комарновского района Дрогобычской области (Указ Президиума Верховного совета СССР от 17 января 1940 года).
22 июня 1941 года германские войска напали на СССР, началась Великая Отечественная война 1941—1945 годов. Жизнь города перестраивалась на военный лад.
30 июня 1941 года оккупирован германскими гитлеровскими войсками.
29 июля 1944 года освобождён советскими войсками 1-го Украинского фронта в ходе Львовско-Сандомирской наступательной операции 13.07-29.08.1944 г.: 4-й танковой армии — части войск 17-й гв. мехбригады (полковник Привезенцев, Степан Васильевич) 6-го гв. мехкорпуса (генерал-лейтенант Акимов, Александр Иванович).
В ночь с 19 на 20 августа 1944 года на Комарно напал отряд Украинской повстанческой армии. Целью атаки было здание НКВД. Было захвачено почтовое отделение, подвергся нападению пост ВНОС, здание РО НКВД было окружено, с начала его забросали гранатами, а потом штурмовали, освободив семнадцать заключенных (25 по другой версии). Потери партизан оценивались в шесть убитых.
На 1 сентября 1946 года город районного подчинения Комарновского района в составе Дрогобычской области. 
21 мая 1959 года город из Дрогобычской области перешёл в Львовскую область.

### В независимой Украине

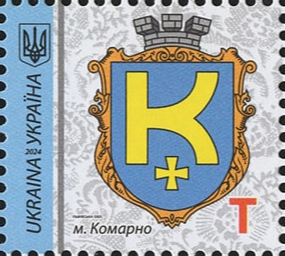
Стандартная марка с символикой города в серии «Гербы городов, поселков и сел Украины», Почта Украины, 2024 год.

С 8 декабря 1991 года в составе Украины.

## Население
По данным переписи 2001 года, украинцы составляли 98,67 % населения города.

### Языковой состав
Родной язык населения по данным переписи 2001 года:
| Язык       | Численность, чел. | Доля     |
| ---------- | ----------------- | -------- |
| Украинский | 3 945             | 99,20 %  |
| Другое     | 32                | 0,80 %   |
| Итого      | 3 977             | 100,00 % |

Украинский язык является основным и единственным официальным языком города.

## Религия

### Культовые сооружения
- Михайловская церковь (деревянная)
- Церковь святого Архистратига Михаила (Комарно)
- Церковь Святых апостолов Петра и Павла. Расположена на месте древней деревянной, которая упоминалась в визитации 1764—1765 годов Новая каменная происходит из 1848 года. Сгорела во время боевых действий 1915 год. Отстроена до 1929 года в существенно модифицированном виде по проекту Евгения Нагорного. Наместный ряд иконостаса выполнен Антоном Манастырским. В 1957—1989 годах закрыта, использовалась как склад[11].
- Костел Рождества Пресвятой Богородицы
- Римо-католическая часовня

## Памятники
- Придорожный памятник на восточной окраине города.

## Экономика
Промышленные предприятия:
- Комарновский газопромысел ГПУ «Львовгаздобыча»;
- Компрессорная станция «Комарно»;

## Известные горожане и уроженцы
- Высоцкий, Владимир Сергеевич — главнокомандующий ВМФ России (2007—2012 г.)[12].
- Владимир Петрик — священник, общественный деятель и активист.
- Галун-Блох Мария — американская детская писательница еврейского происхождения.
- Орлович, Мечислав — польский доктор права, географ, этнограф, популяризатор туризма.
- Шайноха, Карл (Кароль) — польский историк, публицист и писатель.

## Галерея

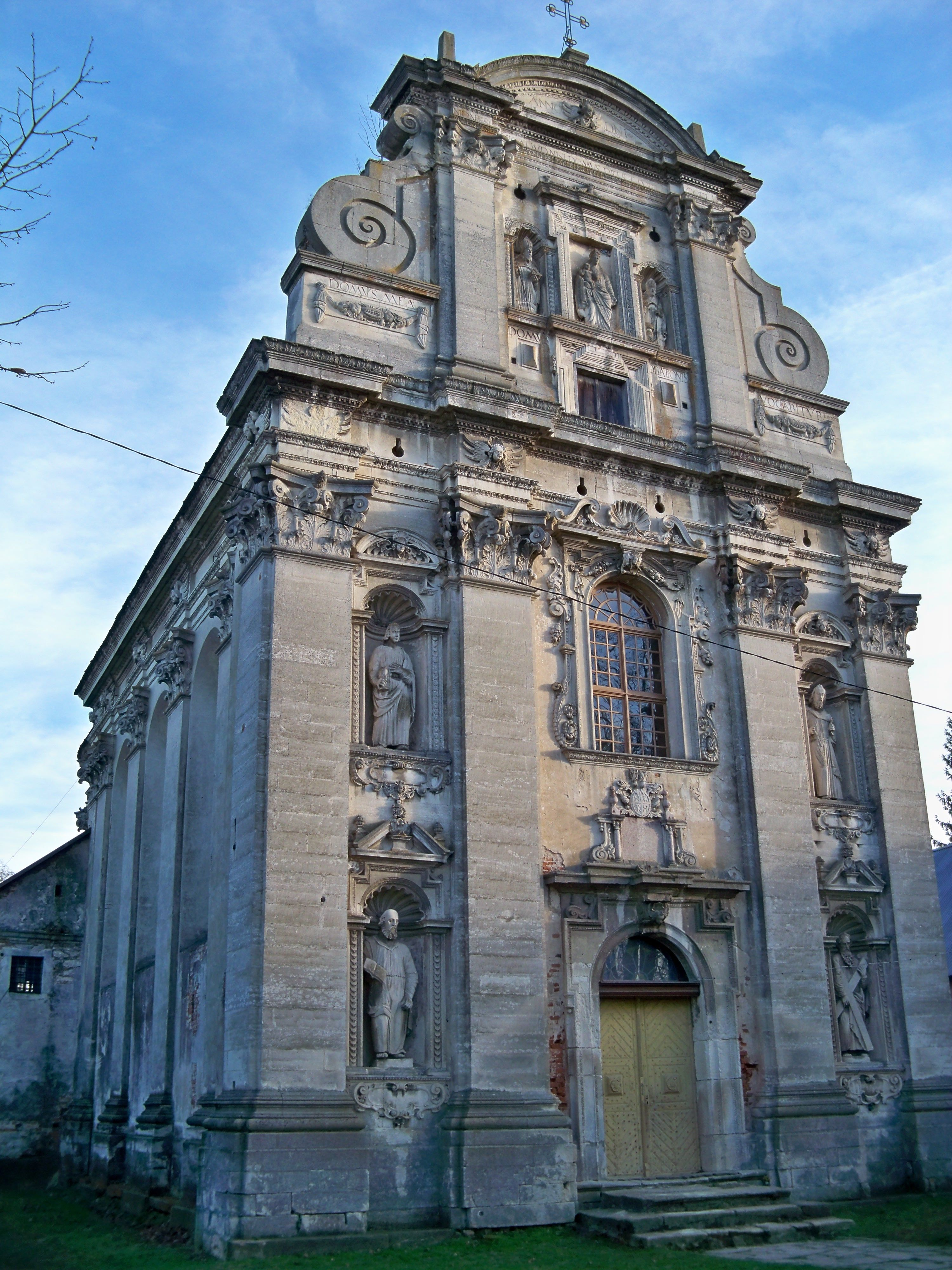
Костел Рождества Богородицы
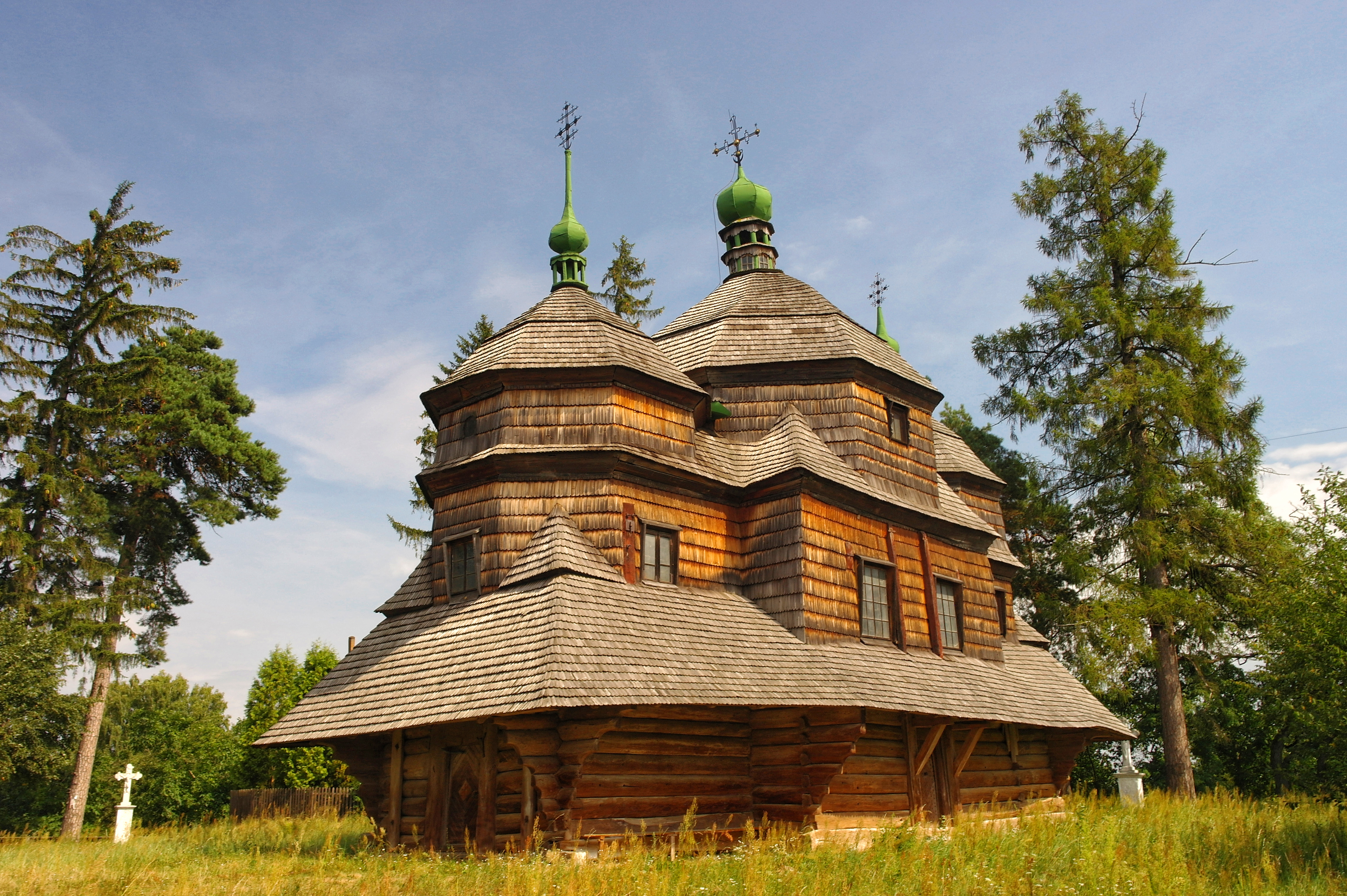
Михайловская церковь
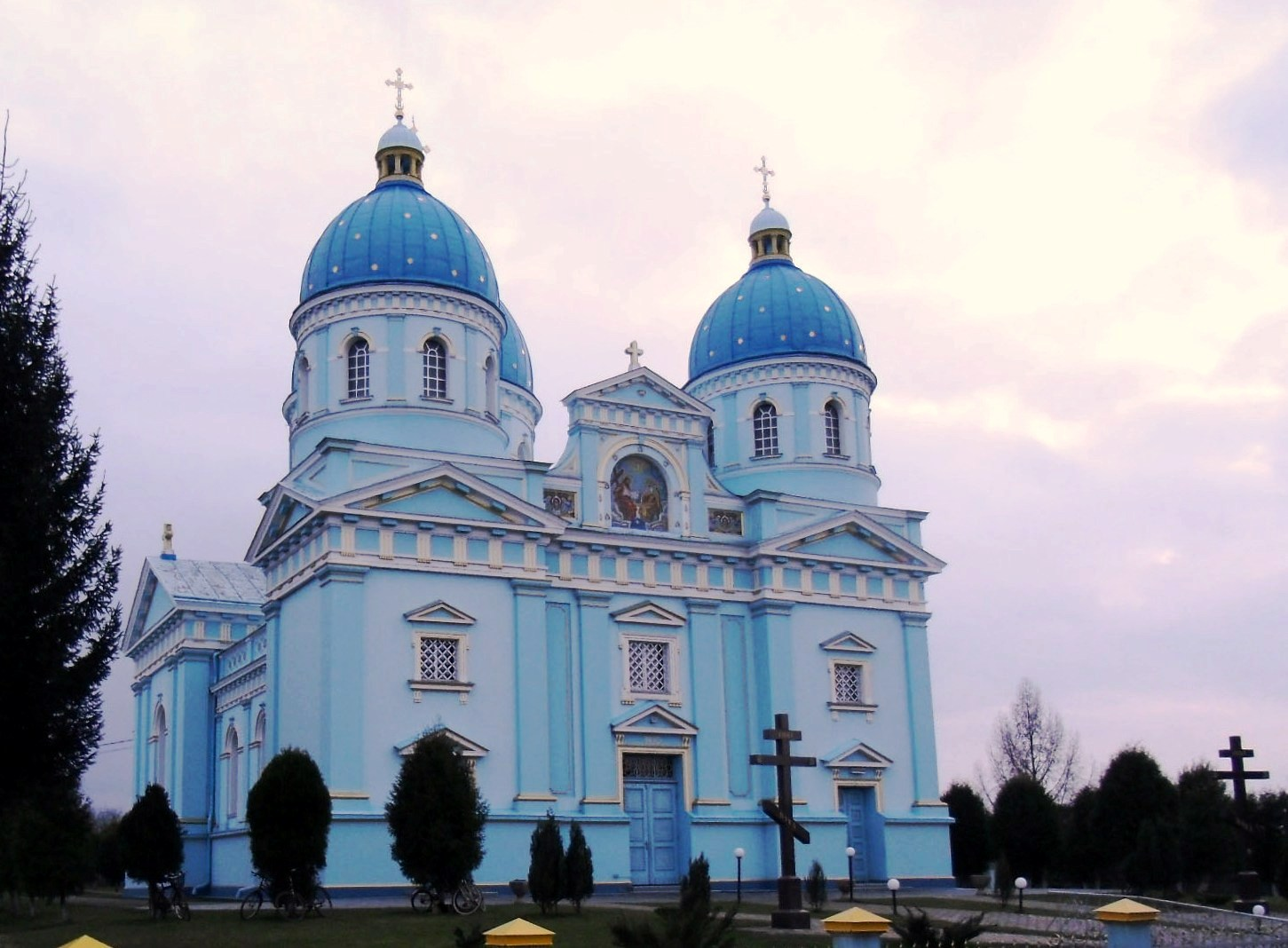
Церковь святого Архистратига Михаила
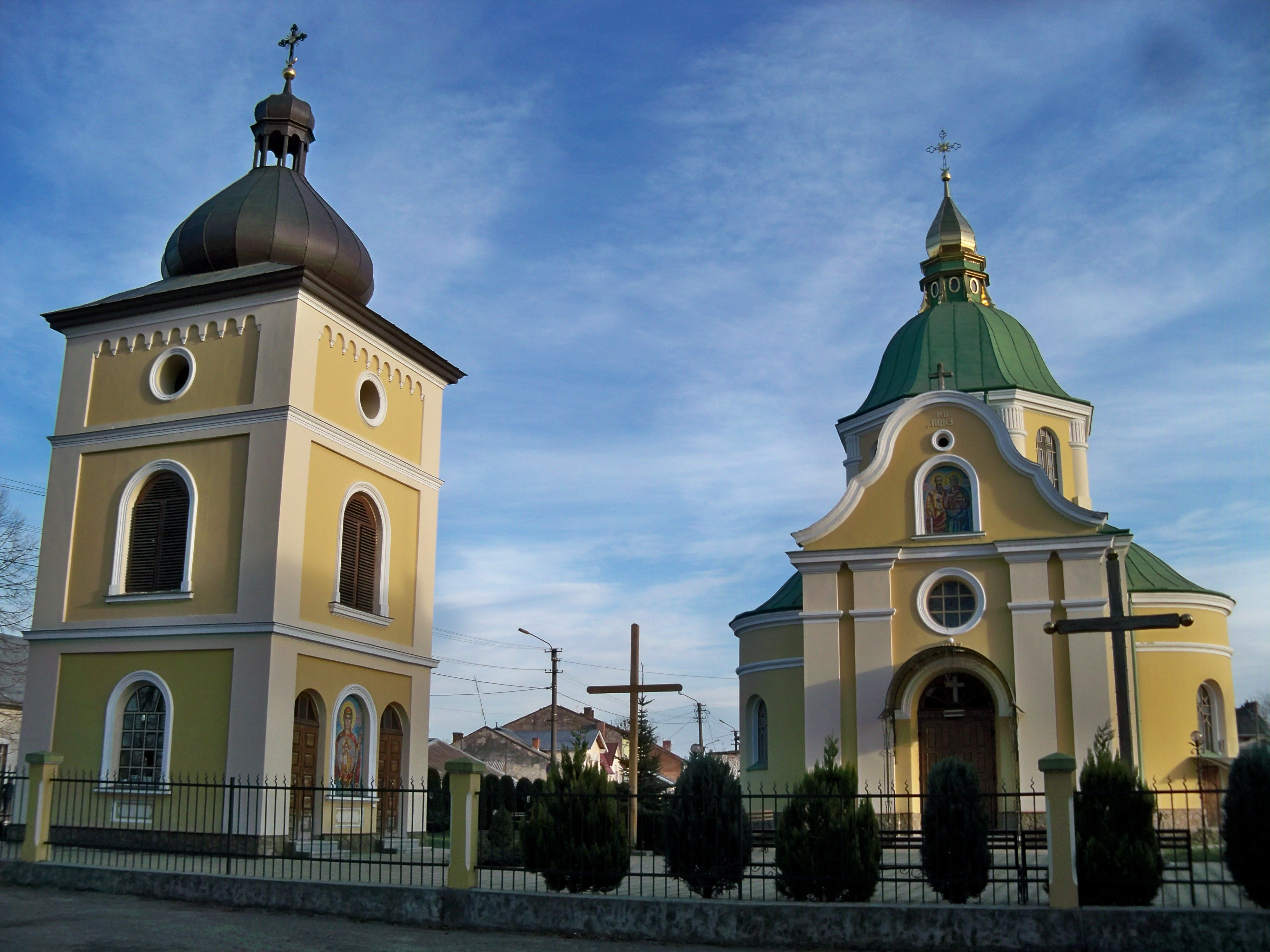
Церковь святых Апостолов Петра и Павла
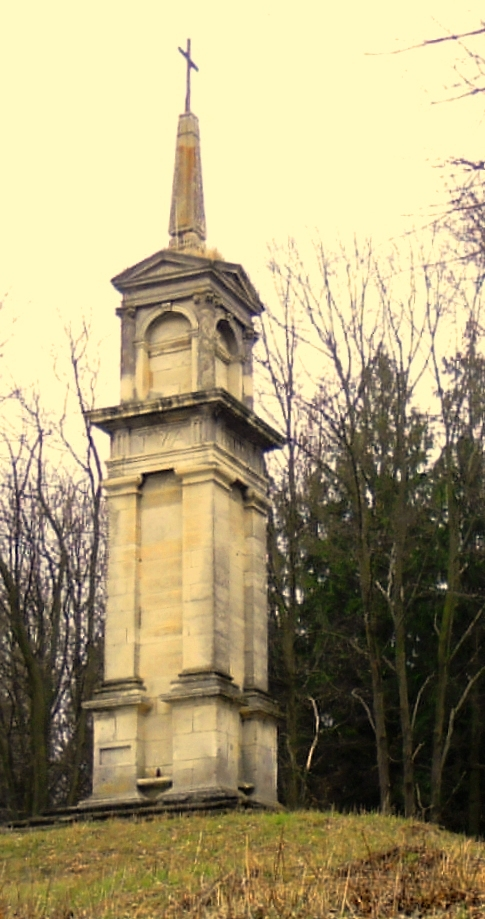
Памятник жертвам татарских набегов 17-го века